# Ectrosia laxa
Ectrosia laxa är en gräsart som beskrevs av Stanley Thatcher Blake. Ectrosia laxa ingår i släktet Ectrosia och familjen gräs.
Artens utbredningsområde är Queensland. Inga underarter finns listade i Catalogue of Life.